# Chorthippus karelini
Chorthippus karelini är en insektsart som först beskrevs av Boris Petrovich Uvarov 1910.  Chorthippus karelini ingår i släktet Chorthippus och familjen gräshoppor.

## Underarter
Arten delas in i följande underarter:
- C. k. bruttius
- C. k. karelini